# Pablo
För andra betydelser, se Pablo (olika betydelser).
Pablo är ett namn som är spanskans motsvarighet till Paul.

## Kända personer med namnet Pablo
- Pablo Escobar, colombiansk narkotikakung
- Pablo Francisco, amerikansk ståuppkomiker
- Pablo Monsalvo, argentinsk fotbollsspelare
- Pablo Morales, amerikansk simmare
- Pablo Neruda, chilensk poet
- Pablo Picasso, spansk konstnär
- Pablo (fotbollsspelare) (född 1991), en brasiliansk fotbollsspelare

## Fiktiva personer som heter Pablo
- Pablo - rollfigur i de tecknade serierna om Tintin
- Pablo, "Pingvinen som alltid frös" - en av rollfigurerna i Disneyfilmen Tre Caballeros.